# سیارک ۲۱۶۸۵
سیارک ۲۱۶۸۵ (به انگلیسی: 21685 Francomallia، نامگذاری:1999RL35) بیست و یک هزار و ششصد و هشتاد و پنجمین سیارک کشف شده‌است که در ۱۱ سپتامبر ۱۹۹۹ کشف شد.
قدر مطلق سیارک برابر ۱۴٫۴۰ است.